# Randy Shughart
Randall David „Randy” Shughart (ur. 13 sierpnia 1958 w Lincoln, zm. 3 października 1993 w Mogadiszu) – sierżant pierwszej klasy U.S. Army, żołnierz jednostki specjalnej Delta Force. Zginął podczas operacji Gothic Serpent w Somalii. Został pośmiertnie odznaczony Medalem Honoru.

## Okoliczności śmierci
3 października 1993 roku, podczas bitwy w Mogadiszu, wraz z bezpośrednim przełożonym i kolegą, Garym Gordonem, stanowili zespół snajperów w śmigłowcu UH-60 Black Hawk, zapewniającym osłonę jednostkom naziemnym działającym w centrum miasta. Podczas operacji Amerykanie stracili dwa śmigłowce Black Hawk. Po zestrzeleniu drugiego z nich, pilotowanego przez Michaela Duranta, Gordon trzykrotnie zgłosił prośbę o zezwolenie na zejście wraz z Shughartem na ziemię w celu zapewnienia ochrony załodze UH-60 przed nadciągającą milicją. Byli świadomi, że zostaną otoczeni przez bojówki i że nie jest znany termin nadejścia posiłków. Po dotarciu do rozbitego śmigłowca wydobyli poważnie rannego Duranta, który jako jedyny przeżył upadek. Obaj snajperzy polegli, broniąc miejsca katastrofy śmigłowca. Durant dostał się do niewoli, która trwała jedenaście dni, następnie został uwolniony.
Epizod ten został przedstawiony w filmie Ridleya Scotta pod tytułem Helikopter w ogniu.